# Étoile à technétium
Une étoile à technétium est une étoile dont le spectre contient des raies d'absorption du technétium. L'isotope le plus stable de cet élément chimique étant le 98Tc avec une période radioactive de 4,2 millions d'années, trop brève pour permettre la présence de concentrations significatives de ce nucléide longtemps après la formation de ces étoiles, la détection de technétium dans le spectre de tels astres en 1952 a apporté la preuve de la nucléosynthèse stellaire,, le cas de l'étoile R Geminorum étant l'un des plus extrêmes.
Les étoiles riches en technétium appartiennent à la branche asymptotique des géantes, c'est-à-dire qu'il s'agit d'étoiles semblables aux géantes rouges mais un peu plus lumineuses et qui sont le siège de la fusion de l'hydrogène (chaîne proton-proton) en leur cœur ; elles basculent vers la fusion de l'hélium avec un intervalle de cent mille ans. Les étoiles à technétium appartiennent aux types d'étoiles M, MS, S, SC et C-N. Ce sont le plus souvent des étoiles variables à période longue.